# Honsbronn
Honsbronn ist ein Stadtteil von Weikersheim im Main-Tauber-Kreis im fränkisch geprägten Nordosten Baden-Württembergs.

## Geographie
Honsbronn liegt als locker bebautes Dorf auf einer Muschelkalk-Hochfläche zwischen Aschbach- und Vorbachtal. Zur Gemarkung der ehemaligen Gemeinde Honsbronn gehören das Dorf Honsbronn (⊙) und der Weiler Bronn (⊙).

## Geschichte

### Mittelalter
Der Ort wurde 1219/20 erstmals urkundlich als Hagensbrunnen erwähnt. 1292 folgte eine weitere Erwähnung als Hansbrunnen. Diese Bezeichnungen stammen wohl von Personennamen ab. Im Jahre 1219 gelangte ein Teil des althohenlohischen Ortes an den Deutschen Orden. Vom 1559 genannten Anteil der Zobel von Giebelstadt beziehungsweise der von Finsterlohr wird später nichts mehr erwähnt. Die obrigkeitlichen Rechte übten die Kondominatspartner Hohenlohe und Deutscher Orden jeweils über ihre Untertanen und deren Güter aus. Der hohenlohische Anteil gehörte zum Amt Weikersheim und der Anteil des Deutschen Ordens zu dessen Amt Wachbach. Der ganze Ort gehörte zur Zehnt Weikersheim.

### Neuzeit
Im Jahre 1806 beziehungsweise 1809 gelangte der Ort Honsbronn an Württemberg. Zunächst zählte er daraufhin zum Oberamt Nitzenhausen, seit 1809 zum Oberamt Mergentheim und seit 1938 zum Landkreis Mergentheim, der 1973 im Main-Tauber-Kreis aufging.
Erst 1823/28 wurde Honsbronn von der Gemeinde Laudenbach getrennt und zur selbständigen Gemeinde mit Bronn. Im Zuge der Gemeindegebietsreform in Baden-Württemberg wurde am 1. Mai 1972 die bis dahin selbstständige Gemeinde Honsbronn in die Stadt Weikersheim eingemeindet.

### Einwohnerentwicklung
Die Bevölkerung von Honsbronn entwickelte sich wie folgt:
| Jahr | Bevölkerung |
| ---- | ----------- |
| 1961 | 203         |
| 1970 | 173         |
| 2019 | 105         |

Am 31. Dezember 2019 wohnten 105 Menschen in Honsbronn und 30 in Bronn.

## Religion
Honsbronn war einst eine Filiale der Pfarrei Weikersheim. Die Untertanen des Deutschordens blieben katholisch, standen rechtlich aber der Pfarrei Weikersheim zu. Für die katholische Kirchengemeinde Honsbronn ist heute die Pfarrei Laudenbach zuständig.
Die evangelische Kirchengemeinde Weikersheim umfasst neben der Kernstadt Weikersheim auch die Stadtteile Honsbronn und Queckbronn.

## Kultur und Sehenswürdigkeiten

### Bergkirche
Die Bergkirche Laudenbach befindet sich zwischen den Stadtteilen Laudenbach und Honsbronn, unweit der Kleinsiedlung Honsbronn, am Rand einer Hochebene.

## Wirtschaft und Infrastruktur

### Verkehr
Honsbronn ist aus östlicher und südwestlicher Richtung jeweils über die K 2857 zu erreichen. Im kleinen Stadtteil Honsbronn gibt es keine Straßennamen und alle Hausnummern werden mit Honsbronn bezeichnet.

### Wasserwerk
Auf der Höhe bei Honsbronn-Bronn wurde in den 2000er Jahren das Wasserwerk Bronn errichtet. Die Wassergewinnung und -aufbereitung übernimmt dort der Zweckverband Wasserversorgung Nordostwürttemberg (NOW).

## Vereine
Folgende Vereine bzw. Gruppierungen bestehen in Honsbronn und Bronn:
- Heimatfreunde Bronn e. V. (Gründung 1994)
- Freiwillige Feuerwehr
- Dorfjugend.